# Elaphoidella subgracilis
Elaphoidella subgracilis är en kräftdjursart som först beskrevs av Willey 1934.  Elaphoidella subgracilis ingår i släktet Elaphoidella och familjen Canthocamptidae. Inga underarter finns listade i Catalogue of Life.